# Nikołaj Pasłar
Nikołaj Iwanowicz Pasłar (bułg. Николай Иванович Паслар; ur. 12 czerwca 1980) – mołdawski a do 2000 roku bułgarski zapaśnik walczący w stylu wolnym. Olimpijczyk z Aten 2004, gdzie zajął jedenaste miejsce w kategorii 74 kg.
Sześciokrotny uczestnik mistrzostw świata, dwukrotny medalista, złoto w 2001.
Zdobył cztery medale na mistrzostwach Europy, na najwyższym stopniu podium stanął w 2005. Mistrz Europy juniorów w 1999 i 2000 i mistrz świata juniorów z 1999 roku.
- Turniej w Atenach 2004

Pokonał Sihamira Osmanova z Macedonii i przegrał z Krystianem Brzozowskim i odpadł z turnieju.